# Gloria Mundi (film, 1976)
Pour les articles homonymes, voir Gloria Mundi.
Pour plus de détails, voir Fiche technique et Distribution.
Gloria Mundi est un film français de Nikos Papatakis sorti en 1976.
Le film est en abyme la dénonciation de la torture pendant la guerre d'Algérie et de ses perpétuations dans le Paris des années 1970.

## Synopsis
Le producteur et réalisateur Hamdias démarre un film dont le thème principal est la torture. Mais le tournage est bientôt interrompu, faute de budget et surtout parce que Hamdias est tué dans des circonstances tragiques. Gaila, son amie et l'actrice principale du film, décide de poursuivre son travail ...

## Fiche technique
Sauf indication contraire, les informations mentionnées dans cette section peuvent être confirmées par la base de données cinématographiques Unifrance,  présente dans la section « Liens externes ».
- Titre original français : Gloria Mundi[3]
- Réalisateur : Nikos Papatakis
- Scénariste : Nikos Papatakis
- Chef opérateur : Frédéric Variot
- Montage : Jean-Claude Bonfanti, Thomas Bertay
- Chef décorateur : Gérard Voisin
- Ingénieur du son : Jean-Louis Richet
- Musique : Bernard Parmegiani, Tassos Chalkias
- Productrice : Sabine Gayet pour Gaya Films
- Directeur de production : Pierre Sayag
- Assistants du réalisateur : Alain Vandercoille, Bernard Cassan, Franck Robert Houdin
- Pays de production :  France
- Langue originale : français
- Format : couleur - 1,66:1 - Son mono - 35 mm
- Genre : drame psychologique
- Durée : 137 minutes (92 minutes pour la version 2004)
- Date de sortie : 
  - France : 7 avril 1976 (ressortie le 2 novembre 2005)
- Mention : 
  - France : interdiction aux mineurs -16 ans (visa CNC no 43751 délivré le 19 février 1976)

## Distribution
- Olga Karlatos : Galai
- Roland Bertin : Raftal
- Philippe Adrien : Gilles
- Mehmet Ulusoy : Naki
- Armand Abplanalp : Sainof
- Christiane Tissot : Marsanne
- Jean-Louis Broust: Biseau
- Marie-Hélène Règne:

## Exploitation
Le pamphlet cinématographique a été retiré rapidement de la projection, pour attaque à l'explosif.
La version de 2015 en DVD a été amputée de trente minutes, et d'une partie « agressive » de la bande son.